# Neopolycystus insectifurax
Neopolycystus insectifurax är en stekelart som beskrevs av Girault 1915. Neopolycystus insectifurax ingår i släktet Neopolycystus och familjen puppglanssteklar. Inga underarter finns listade i Catalogue of Life.